# پپسی رژیمی (ترانه)
«پپسی رژیمی» (به انگلیسی: Diet Pepsi) ترانه‌ای از خواننده-ترانه‌پرداز آمریکایی ادیسون ری می‌باشد که در ۹ اوت سال ۲۰۲۴ از سوی کلمبیا رکوردز منتشر گردید، که اولین تک‌آهنگ ری می‌باشد که از سوی یک ناشر بزرگ منتشر گردیده است؛ همچنین اولین تک‌آهنگ منتشر شدهٔ ادیسون پس از سه سال است که به‌دنبال «شیفته» آمده است. «پپسی رژیمی» برعکس این ترانه نقدهای مثبت دریافت نمود و در جدول چندین کشور در سراسر جهان قرار گرفت و اولین ترانهٔ ری موفق ری می‌باشد.